# سرخیو مونترو
سرخیو مونترو (انگلیسی: Sergio Montero؛ زادهٔ ۱۷ مارس ۱۹۹۷) بازیکن فوتبال اهل اسپانیا است.
از باشگاه‌هایی که در آن بازی کرده‌است می‌توان به باشگاه خیمناستیک تاراگونا اشاره کرد.